# Eduard de Ron
Carl Eduard de Ron, född 31 december 1811 i Stockholm, död 1858 i Amberg, Bayern, var en svensk hovminiatyrmålare, tjänsteman och militär.
Han var son till grosshandlaren Gustaf de Ron och Marianne von Imhoff och gift första gången 1838 med en fröken Gaa och andra gången 1842 med en okänd kvinna. Han ägnade sig först åt en militär karriär och blev kornett vid Livregementets dragonkår. På lediga stunder sysslade han med måleri. Efter att han lämnat militären 1833 reste han till Paris för att studera konst under vistelsen i Paris gifte han sig och samma år flyttade paret till München. Av handlingar framkommer att han där gifte sig med en tyska 1842. Han blev kunglig bayersk hovminiatyrmålare 1843 och inträdde i första bayerska artilleriregementet 1848. Omkring 1850 bosatte han sig i Amberg där han arbetade som tjänsteman vid Amberger Gewehrfabrik. Vid sin död var han kapten i artilleriregementet och chef för gevärsfabriken filial i Hasselmühl i Bayern. Hans konst består av porträtt och historiska bilder ofta målade på elfenben. Förutom i flera tyska museer finns Ron representerad vid Nordiska museet och Nationalmuseum i Stockholm.